# Thomas Diethart
Thomas Diethart, avstrijski smučarski skakalec, * 25. februar, 1992, Tulln, Avstrija.
Diethart je svojo edino zmago v kontinentalnem pokalu dosegel 6. februarja 2011 v Brotterodeju. v svetovnem pokalu je debitiral 3. januarja 2011 v Innsbrucku., ko je zasedel 28. mesto. Nato je nastopil še na naslednji tekmi v Bischofshofnu, ko se ni uvrstil v finale, naslednjič pa ob koncu leta 2013, ko je na dveh tekmah v Engelbergu osvojil četrto in šesto mesto. Svojo prvo uvrstitev na stopničke je dosegel s tretjim mestom na prvi tekmi turneje štirih skakalnic v Oberstdorfu, na drugi tekmi turneje v Garmisch-Partenkirchnu pa je dosegel svojo prvo zmago in povedel na turneji. Vodstvo je s petim mestom v Innsbrucku in zmago v Bischofshofnu zadržal in s skupno zmago dosegel največji uspeh kariere. V sezoni 2013/2014 je osvojil zlatega orla, a pozneje ni več dosegal večjih uspehov.
Leta 2018 se je po padcu v Ramsauu upokojil in se aprila istega leta posvetil trenerskemu delu. Junija 2021 je napovedal vrnitev med skakalce v svetovnem pokalu v smučarskih skokih.